# 西南角
西南角（英語：South West Point），是南極洲的海岬，位於南喬治亞群島的安年科夫島西南端，在1775年由詹姆斯·庫克率領的英國探險隊發現，由英國海外領土管轄。